# Neocoelidia candida
Neocoelidia candida är en insektsart som beskrevs av Ball 1909. Neocoelidia candida ingår i släktet Neocoelidia och familjen dvärgstritar. Inga underarter finns listade i Catalogue of Life.